# 盖屋 (星官)
盖屋是中国古代星官之一，属于二十八宿中的危宿，位于现代星座的宝瓶座。《丹元子步天歌》：“墓傍两星能盖屋”。盖屋含有两颗恒星，均为五等星，在危之南，靠近危宿一。
其名稱的含義是指負責建築、修理房屋的官員:48。

## 所含恒星[3]
| 中國星名 | 現代星名 | 所屬星座 |
| -------- | -------- | -------- |
| 蓋屋一   | ο Aqr    | 寶瓶座   |
| 蓋屋二   | 32 Aqr   | 寶瓶座   |